# Fernando Álvarez Rodríguez
Fernando Álvarez Rodríguez (Remolina, provincia de León, 30 de mayo de 1888-León, 10 de noviembre de 1967), fue un sacerdote católico español, vicario general de la diócesis de León durante casi 40 años, en dos ocasiones vicario capitular de dicha diócesis y prelado doméstico de Su Santidad.

## Biografía

### Formación
Fernando Álvarez Rodríguez nació en Remolina, en la montaña oriental leonesa, en 1888. Inició sus estudios eclesiásticos en el Seminario de León, continuándolos Roma, ciudad en la que fue ordenado sacerdote. Obtuvo primero la licenciatura y después el doctorado en Derecho canónico en la Pontificia Universidad Gregoriana.  

### Vida sacerdotal
Regresó a León en 1913 y fue profesor del Seminario de Valderas, cargo que ocupó hasta 1919, año en el que pasó a ser profesor del Seminario de León. 

#### Obispado deJosé Álvarez y Miranda
En 1928 fue nombrado provisor y vicario general interino de la diócesis. En 1930 ganó las oposiciones a la canonjía de doctoral y fue nombrado vicario general de la diócesis de León por el obispo José Álvarez y Miranda. Al inicio de la guerra civil, siendo obispo de  León José Álvarez Miranda, y Fernando Álvarez Rodríguez la segunda autoridad eclesiástica de la diócesis, desde el obispado de León se pidió clemencia para el capitán Juan Rodríguez Lozano, abuelo del presidente José Luis Rodríguez Zapatero, y unos meses más tarde, en noviembre de 1936, se pidió el indulto para el alcalde de León, Miguel Castaño, y otros condenados a muerte. Estas peticiones han sido consideradas por algunos historiadores como excepcionales en el panorama español de la época, más aún considerando que el clero leonés, con su obispo a la cabeza, era favorable al levantamiento militar. El obispado de León fue multado con 10.000 pesetas, una cantidad muy importante para la época, por discrepar de la sentencia dictada por el tribunal militar. Igualmente se mencionan diversas intervenciones del vicario a favor de otros imputados y condenados menos conocidos durante y después de la guerra civil.

#### Vicario capitular
Tras la muerte el 4 de marzo de 1937, a los 86 años de edad, del obispo José Álvarez Miranda, Fernando Álvarez Rodríguez fue nombrado vicario capitular por el cabildo catedralicio. Siendo vicario capitular de León, en julio de 1937, fue el firmante por la diócesis de León de la “Carta colectiva de los obispos españoles a los obispos de todo el mundo con motivo de la guerra en España”. En 1938 es nombrado obispo de León Carmelo Ballester Nieto que trae como vicario general a José María Goy González, sacerdote natural de Astorga que fue vicario general en las diócesis de Calahorra, Santander, León y Vitoria. En 1943 Fernando Álvarez es de nuevo elegido por el cabildo como vicario capitular, al trasladarse el obispo Carmelo Ballester Nieto a la diócesis de Vitoria. 

#### Obispado deLuis Almarcha Hernández
Tras el nombramiento en 1944 de Luis Almarcha Hernández como obispo de León, Fernando Álvarez siguió siendo vicario general de la diócesis hasta su muerte el 10 de noviembre de 1967. Fue director de la Revista del Clero Leonés, presidente de la fundación Sierra-Pambley, presidente de la fundación Chicarro-Canseco-Banciella y presidente de la Junta Mayor Pro Fomento de las Procesiones de Semana Santa (en la actualidad Junta Mayor de Cofradías de León). Durante los años en que Fernando Álvarez fue presidente de la fundación Sierra-Pambley, fue su bibliotecario el sacerdote y poeta leonés Antonio González de Lama, gestándose en las tertulias de la biblioteca de la fundación la prestigiosa revista de poesía Espadaña.
En el año 1949 Pío XII le nombró arcediano de la S.I. catedral y en 1964 Pablo VI le concedió el título de Prelado doméstico de Su Santidad.